# 柳原漢雅
柳原漢雅（Hanya Yanagihara，1974年9月20日—）是一位美籍日裔韓裔作家，成長於夏威夷。2013年，柳原漢雅的首部小說《林中祕族》（The People in the Trees）出版。2015年，她以第二部《渺小一生》（A Little Life）入圍曼布克獎，並獲得高度評價。
2017年起担任《纽约时报》旗下时尚杂志《T Magazine》主编。

## 作品
- 《林中祕族》， 2013
- 《渺小一生》， 2015